# Both Ends Burning
Both Ends Burning is een Nederlandse speelfilm uit 2004, geregisseerd en geschreven door Edwin Brienen. Het was de laatste film die Brienen in Nederland draaide.

## Inhoud
Both Ends Burning onderzoekt de schaduwkant van relaties. Door passie gedreven en met de blinde overtuiging alles uit het leven te willen halen, begint Raina (Esther Eva Verkaaik) een relatie met de gekwelde Nick (Bart Klever). De hang naar excessief gedrag houdt hun relatie in stand. Tederheid en geweld, liefde en seks, lopen naadloos in elkaar over. Het is onvermijdelijk dat de passie op een dag omslaat in destructiviteit.
Isabelle (Eva Dorrepaal) zit vastgeroest in een mechanisch huwelijk. Haar man verlaten is geen optie, dat komt niet op in haar benauwde geest. Buiten is de hel van de realiteit. Ze krijgt paniekaanvallen ‘en public’. Ze wordt achtervolgd door denkbeeldige personen. Isabelle is niet in staat weg te lopen.
De vrouwen komen elkaar tegen in een kerk. Een ontmoeting die iedere overgebleven structuur onderuit haalt.

## Trivia
- Both Ends Burning werd in 2008 door Filmfreak Distributie uitgebracht op DVD, als onderdeel van de Brienen Collection.
- De film ging in première tijdens het Brienen Festival, in 14 Nederlandse bioscopen.
- Edwin Brienen componeerde zelf grotendeels de muziek.
- Both Ends Burning was de laatste Nederlandstalige film die Brienen maakte. Sindsdien maakt hij Duits- of Engelstalige films.